# Grassalkovich-kastély (Pozsony)
A Grassalkovich-kastély vagy Grassalkovich-palota (szlovákul: Grasalkovičov palác), vagy más néven Elnöki Palota (szlovákul: Prezidentský palác) Pozsony egyik neves épülete.

## Az építtetés körülményei
Az épület szép példája a késő barokk-rokokó stílusú építészetnek. A palota a korábbi Grassalkovich téren (ma: Hodžovo námestie Michal Miloslav Hodža után) található, amely Pozsony közkedvelt találkozóhelye. A kastélyhoz egy impozáns franciakert is tartozik, előtte pedig Bártfay Tibor Béke szökőkútja című műalkotása látható. A palotát Mayerhoffer András tervezte és építette a magyar nemes, gyaraki gróf Grassalkovich Antal megbízásából 1760-ban, közvetlenül az egykori esztergomi érseki nyári palota szomszédságában. A gróf akkoriban a Magyar Királyi Kamara elnöke (kvázi pénzügyminiszter) volt, s mint ilyennek, szüksége volt egy lakásra a fővárosban. A kastély megannyi szobája, spanyolterme mind a tervező-építtető munkáját dicséri, csakúgy, mint a szobrokkal gazdagon diszített lépcsőház.

## Története

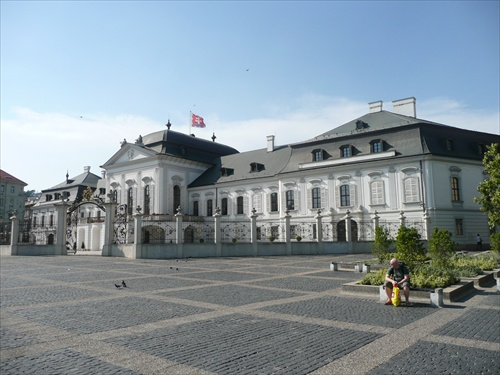
A főhomlokzat a Grassalkovich tér sarkáról nézve

### 1760-tól 1918-ig
A palota elkészülte után csakhamar a pozsonyi barokk-zenei élet központja lett, olyannyira, hogy Joseph Haydn is néhány művét itt mutatta be először a publikumnak. Grassalkovich maga is fenntartott a kastélyban egy zenekart, s herceg Esterházy Miklós többször „kölcsönadta” kedvenc karmesterét, Haydnt zenekarának vezetésére. A gróf a királynő kegyeltje lévén többször rendezett pozsonyi kastélyában bálokat és különböző ünnepségeket a királyi udvar számára. Így példának okáért Haydn vezényelte Grassalkovich zenekarát Mária Krisztina főhercegnő és Albert Kázmér szász–tescheni herceg (aki akkoriban Magyarország királyi helytartója volt Pozsonyban) esküvőjén is (bár az esküvő helyszíne vitatott). Ľudovít Štúr szlovák politikus mondta egyszer, hogy egy István nádor által ebben az épületben szervezett bálon vallott szerelmet Adela Ostrolúckának.
A Grassalkovich család később eladósodott, majd végül 1841-ben kihalt, így a palota tulajdonjoga birtokosról birtokosra vándorolt, mígnem az uralkodóház kezébe került. Az épület utolsó tulajdonosai az Osztrák–Magyar Monarchia széthullása előtt Habsburg–Tescheni Frigyes főherceg és felesége Izabella croÿ–dülmeni hercegnő voltak. 1905-ben azonban Frigyes főherceget Ferenc József kinevezte a cs. és kir. haderő főfelügyelőjévé, ennek következtében gyermekeikkel együtt Pozsonyból Bécsbe költöztek, Albert főherceg belvárosi palotájába, a mai Albertinába. Ezt követően az épület évekig üresen állt.

### 1918-tól 1989-ig
Az épületet a Monarchia bukása után érdemben először 1939 és 1945 között használták, mégpedig a szlovák köztársasági elnök, Jozef Tiso rezidenciájaként. A kommunista érában 1945-től a szlovákiai kommunista vezetők, a Megbízottak Testülete – kvázi Szlovákia irányítói Csehszlovákián belül – székháza lett. 1950-ben a palota a Klement Gottwald Úttörő és Ifjúsági Háznak (szlovákul: Dom pionierov a mládeže Klementa Gottwalda) adott otthont. Ez gyakorlatilag egy szabadidős központ volt a pozsonyi diákok és fiatalok, a szocializmus úttörői részére, akik azonban jelentős károkat okoztak az épületben az eltelt majd négy évtized folyamán, de az esedékes felújítási munkálatokra a rendszerváltásig nem került sor.

### 1989-től napjainkig
A bársonyos forradalommal megkezdődött a rendszerváltozás a néhai Csehszlovákiában, s ez többek között lehetővé tette ennek az épület helyreállítását is, 1989 végén – 1990 elején. Három évvel később, 1993. január 1-jén azonban megalakult a független Szlovákia, s így szükség volt erre az épületre is. 1996. szeptember 30-án a kastély a mindenkori szlovák köztársasági elnök, akkor éppen Michal Kováč rezidenciája lett. Az egykori hatalmas park ma közpark, egy helyi születésű zeneszerző és zongoravirtuóz, Johann Nepomuk Hummel szobrával. Található még a kertben egy Mária Terézia-szobor is, a nyitrai érseki palotánál található szobor másolata. A kertben található Elnöki Fasorban minden Szlovákiába látogató államfő ültetett egy-egy tölgyfát.

## Érdekesség

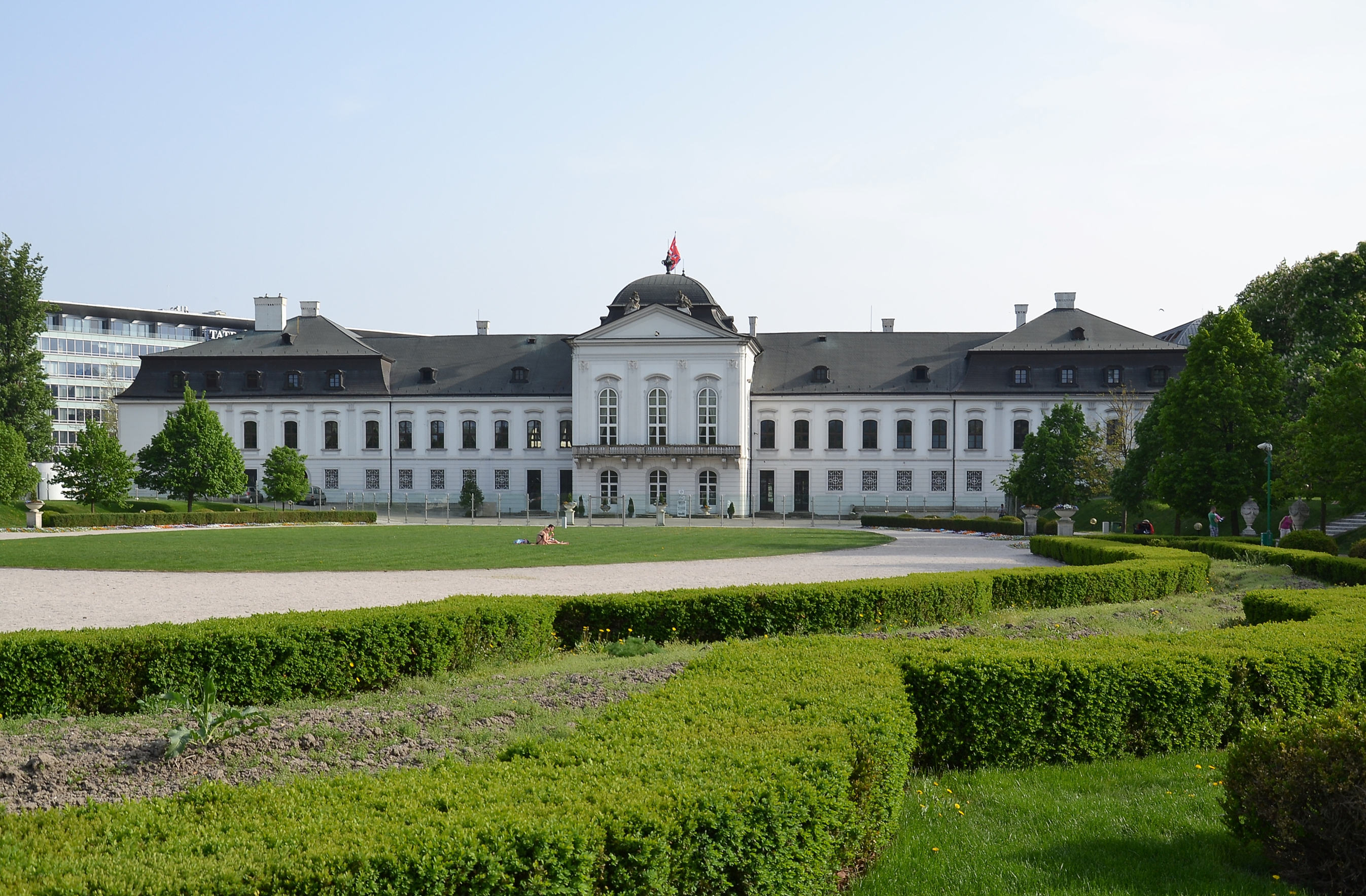
A kert felőli, vagyis a hátsó homlokzat

- A Stefánia út Grassalkovich-palota sarkán az utca teljes szélességében állt az a díszkapu, amelyet 1909-ben I. Ferenc József magyar király, osztrák császár pozsonyi látogatása alkalmából építettek.

## A kastélyban született
- 1771. szeptember 12-én Grassalkovich Antal, birodalmi herceg, királyi kamarás, aranygyapjas vitéz, Csongrád vármegye főispánja[1]
- 1819. augusztus 8-án Palugyay Jakab híres pozsonyi vendéglős és Habsburg–Tescheni Frigyes főherceg hat leánya:
- 1883. január 1-jén Mária Henrietta főhercegnő, osztrák főhercegnő, magyar királyi hercegnő, tescheni hercegnő,[2]
- 1884. január 12-én Natália Mária Terézia főhercegnő, osztrák főhercegnő, magyar királyi hercegnő, tescheni hercegnő,[2]
- 1886. május 1-jén Stefánia Mária Izabella főhercegnő, osztrák főhercegnő, magyar királyi hercegnő, tescheni hercegnő,[2]
- 1887. szeptember 14-én Gabriella Mária Terézia főhercegnő, osztrák főhercegnő, magyar királyi hercegnő, tescheni hercegnő,[2]
- 1888. november 17-én Izabella Mária Terézia főhercegnő, osztrák főhercegnő, magyar királyi hercegnő, tescheni hercegnő,[2]
- 1893. január 15-én Mária Aliz főhercegnő, osztrák főhercegnő, magyar királyi hercegnő, tescheni hercegnő,[2]